# 소피아 바실리바
소피아 바실리에바(Sofia Vassilieva, 1992년 10월 22일 ~ )는 미국의 배우이다.

## 출연 작품

### 영화
- Inhabited (2003)
- 엘로이즈 무도회 소동 (2003, Eloise at the Plaza)
- 엘로이즈의 크리스마스 소동 (2003, Eloise at Christmastime)
- 데이 제로 (2007, Day Zero)
- Hurt (2009)
- 마이 시스터즈 키퍼 (2009)
- 더 리틀 띵스 (2021)

### 텔레비전
- 고스트 & 크라임 (2005-11)
- 스탠드 업 투 캔서 (2010) - 본인
- 로앤오더: 성범죄 전담반 (2011, 2013)
- 스토커 (2015)
- 루시퍼 (2016)
- 크리미널 마인드: 국제범죄수사팀 (2017)
- 슈퍼걸 (2017-18)
- 타임리스 (2018)
- S.W.A.T. (2018)
- 블랙 라이트닝 (2018, 2021)
- 올 라이즈 (2021)
- 시카고 파이어 (2022)
- 블루 블러드 (2023)